# Флойд Зайґер
Кріс «Флойд» Зайґер (англ. Chris «Floyd» Zaiger; нар. 26 квітня 1926, Кеннард, Небраска — пом. 2 червня 2020, Модесто, Каліфорнія) — американський селекціонер та помолог, один з найвідоміших та найуспішніших новаторів селекції абрикосу, сливи, нектарину, персика та їх гібридів. Серед найвідоміших його гібридів: плуот (гібрид 75% сливи та 25% абрикоса), апріум (гібрид 75% абрикоса та 25% сливи), нектаплум (гібрид нектарину та сливи), пеакотум, інша назва шарафуга (гібрид персика, абрикоса та сливи).

## Життєпис
Кріс «Флойд» Зайґер народився 26 квітня 1926 року в містечку Кеннард, штат Небраска, у сім'ї Крістіана Фредріка та Анни Марі Зайґерів. Згодом сім'я переїхала спочатку в Айову, потім в Орегон, а вже потім у Каліфорнійську долину Сан Хоакін. Навчався у школі до восьмого класу, далі працював збирачем полуниці. Під час Другої світової війни його призвали в армію США, він служив десантником в 11-й повітрянодесантній дивізії. 
У 1952 році закінчив Університет Каліфорнії у Девісі. Після закінчення навчання працював вчителем у школах Модесто та Лівінґстон.
У 1954 році з дружиною розпочав власний бізнес та заснував сімейну компанію «Zaiger's Genetics» у Модесто, штат Каліфорнія, яка займається селекцією та продажем різних сортів та гібридів. Станом на 2020 рік компанія «Zaiger Genetics» запатентувала 446 сортів рослин. 
З 1956 до 1957 роки він навчався у селекціонера Фреда Андерсона, учня Лютера Бербанка. Флойд Зайґер не визнав генетичних втручань і використовував перехресне запилення для виведення нових гібридів.
Першими запатентованими сортами Зайґера були персик «Royal Gold», представлений у 1965 році, та нектарин «Crimson Gold». У 1989 році Зайґер у Модесто, штат Каліфорнія, в своєму розпліднику «Dave Wilson Nursery», здійснив революцію — шляхом зворотного схрещування вивів гібрид плуот.  

## Особисте життя
У 1950 році одружився з Бетті Жан Тейлор, з якою у нього було троє дітей: дочка Лейт, сини: Ґері та Ґрант. Нині донька працює комерційним директором компанії, дружина займається бухгалтерією, сини, як і батько — селекціонери.
Зайґер помер 2 червня 2020 року в своєму будинку в Модесто, штат Каліфорнія.

## Нагороди та відзнаки
- 1995 — Премія Вайлдера Американського помологічного товариства за «видатні заслуги і внесок у прогрес помологічної науки та за видатні сорти фруктів»[8].
- 1997 — Офіцер «Ордену Сільськогосподарських заслуг»[9].
- 1999 — Відзнака Коледжу сільськогосподарських та екологічних наук Університету Девіса[10].